# Slavenko Kuzeljević
Slavenko Kuzeljević (Славенко Кузељевић; Priboj, 20 aprile 1958) è un allenatore di calcio ed ex calciatore serbo, di ruolo difensore, tecnico del Radnički Kragujevac.